# Trichoribates
Trichoribates är ett släkte av spindeldjur som beskrevs av Berlese 1910. Trichoribates ingår i familjen Ceratozetidae.
Släktet innehåller bara arten Trichoribates monticola.